# Garum

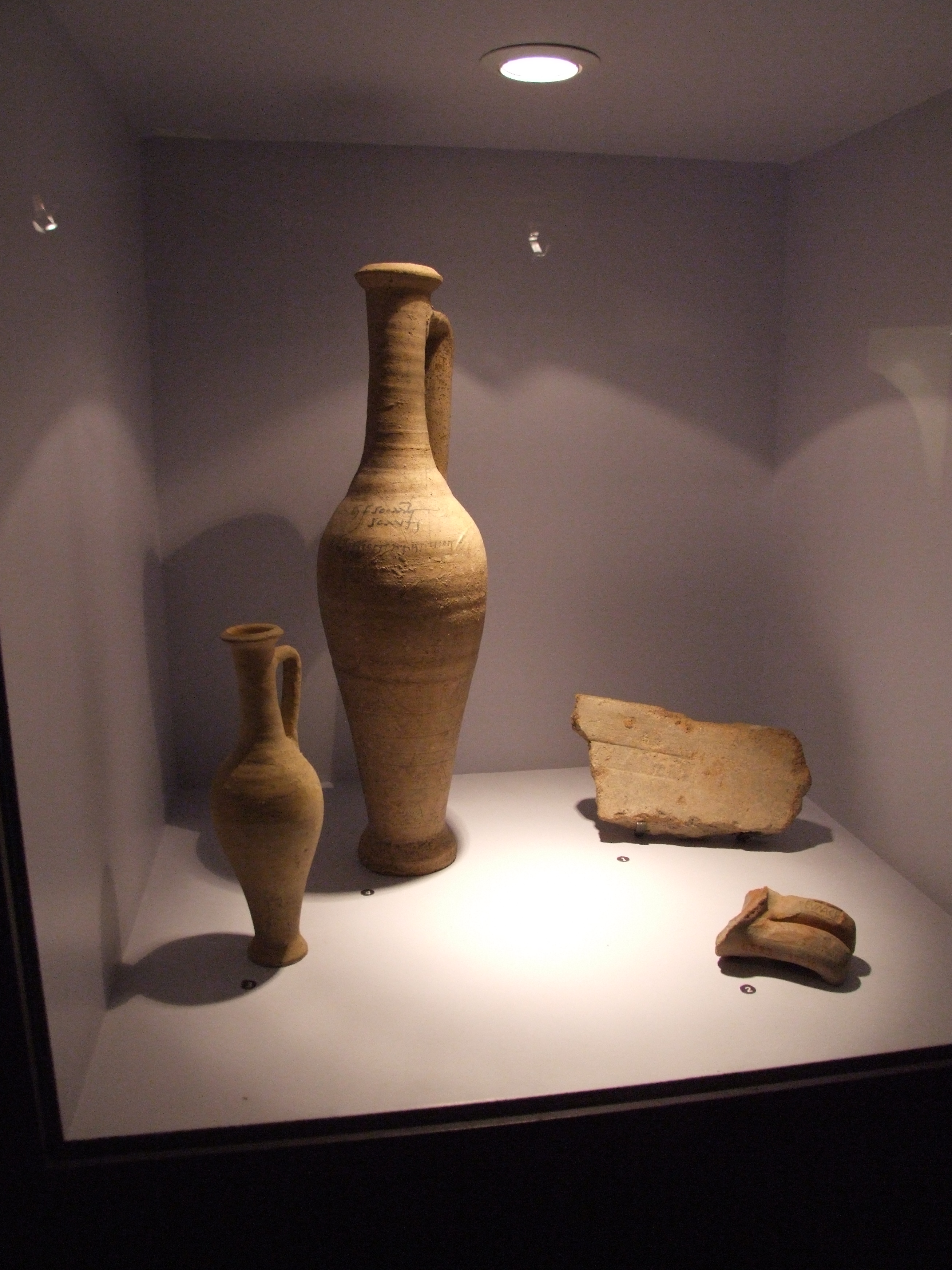
Amfory s omáčkou Garum

Garum (latinsky), nebo liquamen (latinsky), či garos (řecky) je rybí omáčka z fermentovaných ryb. Omáčka garum pochází ze starověkého Řecka, kde se nazývala garos. Velké oblíbenosti získala až ve starověkém Římě, pod názvem garum. Garum patřilo mezi nejoblíbenější ingredienci ve starověkém Římě, jeho použití je totiž vyžadováno ve velkém množství tehdejších receptů, například v kuchařce Apicius. Oblíbenost gara byla podobná, jakou má dnes kečup.
Garum bylo používáno také ve starověké Byzantské říši, Fénicii a Kartágu.

## Použití v kuchyni
Garum se používalo jako základ starořímské kuchyně smícháno s vínem (oenogarum, oblíbená omáčka v Byzanci), octem (oxygarum), nebo olejem (oleogarum). Používalo se při vaření i pečení, občas se přidávalo ke zvýraznění chuti i do dezertů. Garum zředěné vodou (hydrogarum) bylo distribuováno do římských legií.

## Výroba

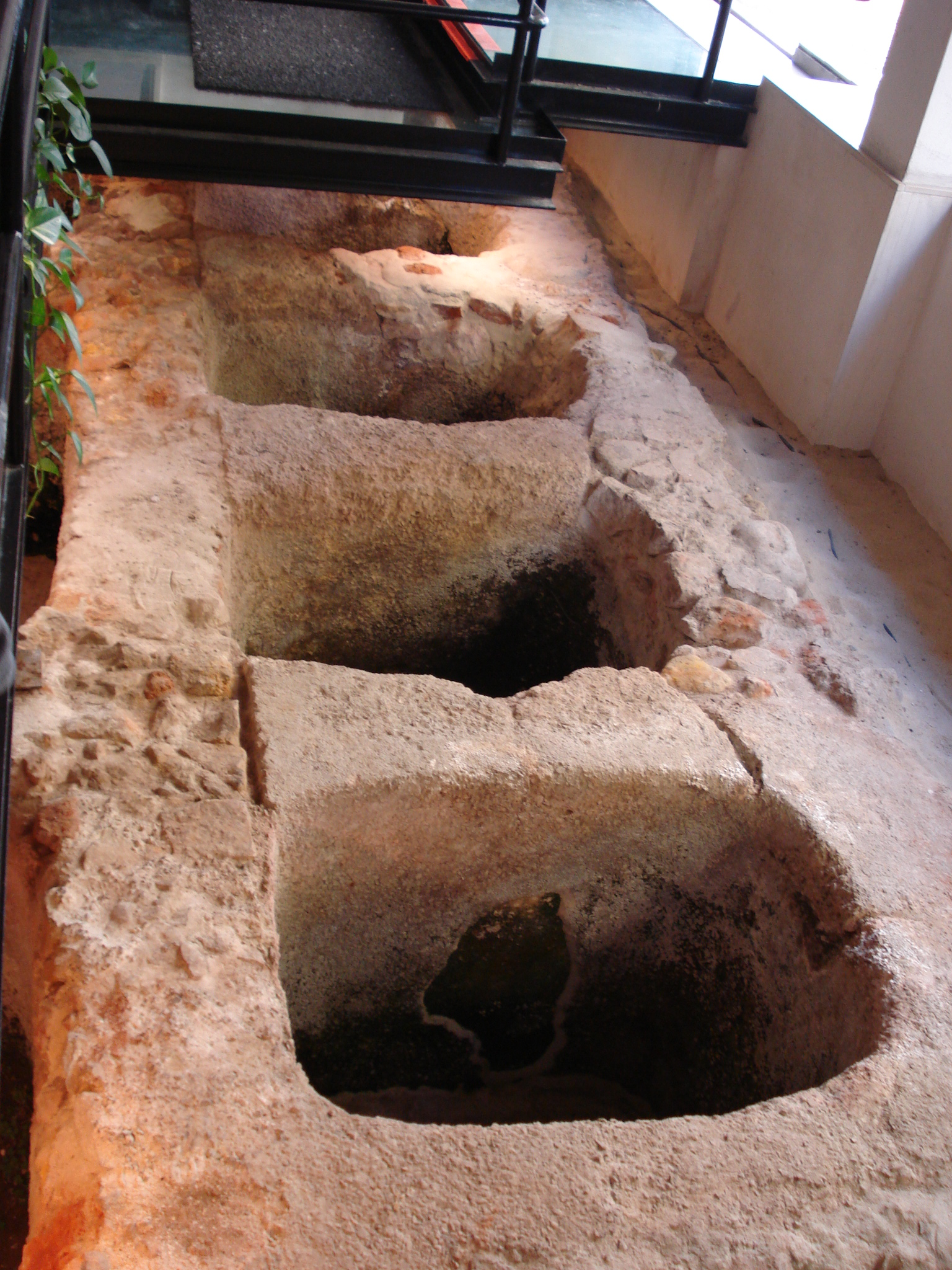
Manufaktura pro výrobu omáčky garum v Portugalsku

Díky vysoké poptávce se garum vyrábělo ve velkém množství v manufakturách a bylo distribuováno v amforách podobně jako víno. Jedna z manufaktur se nacházela například v Pompejích. Zajímavostí je, že manufaktury byly umístěny mimo tehdejší města z důvodu velkého zápachu z ryb při výrobě omáčky. Manufaktury se nacházely při pobřeží moře a byly rozesety po všech provinciích starověkého Říma.
Garum se vyrábělo fermentací malých ryb naložených v soli. Recept se v průběhu doby měnil, navíc každá provincie měla vlastní postup. Základem jsou vždy malé ryby jako sardinky, ančovičky či makrely naložené do soli.
- Jeden z postupů je vložit celý obsah do nádoby na slunce a každý den důkladně promíchat a nechat kvasit několik týdnů až měsíců.
- Další možný postup je, že se směs ryb v soli umístí do koše na slunce a garum je tekutina, která vytéká z ryb. Kvasit se pak nechá ještě i vyteklá tekutina z ryb.
- Další postup je výroba omáčky z vnitřností ryb včetně žaber.

Čím déle proces kvašení trvá, tím je garum cennější. Po dokončení procesu kvašení se výsledná tekutina procedí skrze plátýnko a je distribuována k zákazníkům. Na amfory se vždy psala informace o tom, z jakých ryb bylo garum vyrobeno.

## Současnost
Garum je považováno za předchůdce dnešní italské omáčky Colatura di alici, vyráběné v Kampánii.
Stejný základ jako garum má rybí omáčka hojně používaná zejména v kuchyních jihovýchodní a východní Asie. Součástí worcesterské omáčky původem z Anglie jsou fermentované ančovičky. Švédský, silně aromatický pokrm surströmming také používá kvašení ryb jako způsob konzervace.